# Xã Centerville, Quận Turner, South Dakota
Xã Centerville (tiếng Anh: Centerville Township) là một xã thuộc quận Turner, tiểu bang Nam Dakota, Hoa Kỳ. Năm 2010, dân số của xã này là 158 người.